# Veisari River
Veisari River är ett vattendrag i Fiji.   Det ligger i divisionen Centrala divisionen, i den centrala delen av landet, 8 km väster om huvudstaden Suva. Veisari River ligger på ön Viti Levu.